# Magyarország a 2017-es cselgáncs-világbajnokságon
Magyarország a Budapesten megrendezésre került 2017-es cselgáncs-világbajnokság egyik részt vevő nemzete volt, 18 sportolóval képviseltette magát.
Habár a versenyen részt vevő magyar sportolókat már július közepén megnevezte a Magyar Judo Szövetség, augusztus elején mégis két változás történt a magyar világbajnoki csapatban. Félnehézsúlyban versenyzett volna Fogasy Gergő, aki azonban sérülése miatt nem tudott indulni, így helyette Ohát Zalán lépett tatamira. A másik változás, hogy Karakas Hedvig nem váltósúlyban, hanem könnyűsúlyban versenyzett.

## Eredmények

### Férfi
| Versenyző        | Versenyszám           | Selejtező                                  | 2. forduló                                           | 32-es főtábla                                        | Nyolcaddöntő                                  | Negyeddöntő                                      | Elődöntő                               | Vigaszág elődöntő                          | Bronz- mérkőzés                        | Döntő             | Helyezés |
| Versenyző        | Versenyszám           | Ellenfél Eredmény                          | Ellenfél Eredmény                                    | Ellenfél Eredmény                                    | Ellenfél Eredmény                             | Ellenfél Eredmény                                | Ellenfél Eredmény                      | Ellenfél Eredmény                          | Ellenfél Eredmény                      | Ellenfél Eredmény | Helyezés |
| ---------------- | --------------------- | ------------------------------------------ | ---------------------------------------------------- | ---------------------------------------------------- | --------------------------------------------- | ------------------------------------------------ | -------------------------------------- | ------------------------------------------ | -------------------------------------- | ----------------- | -------- |
| Szabó Csaba      | Légsúly (60 kg)       |                                            | Elios Manzi · Olaszország · 00(3)–00(2)              | kiesett                                              | kiesett                                       | kiesett                                          | kiesett                                |                                            |                                        |                   |          |
| Ungvári Miklós   | Könnyűsúly (73 kg)    | Tomas Bringas · Chile · 02(0)–00(1)        | Jeffrey Ruiz · Puerto Rico · 00(1)–00(2)             | Zsanszaj Szmagulov · Kazahsztán · 00(3)–00(0)        | kiesett                                       | kiesett                                          | kiesett                                |                                            |                                        |                   |          |
| Ungvári Attila   | Váltósúly (81 kg)     | erőnyerő                                   | Jorge Martínez · Kuba · 01(2)–00(2)                  | Jack Hatton · USA · 01(1)–00(2)                      | Matteo Marconcini · Olaszország · 00(0)–02(2) | kiesett                                          | kiesett                                |                                            |                                        |                   |          |
| Csoknyai László  | Váltósúly (81 kg)     | erőnyerő                                   | Emmanuel Lucenti · Argentína · 10(0)–00(2)           | David Guillen Vargas · Costa Rica · 11(0)–00(0)      | Ivan Petr · Csehország · 01(1)–00(0)          | Alexander Wieczerzak · Németország · 00(2)–01(1) |                                        | Davlat Bobonov · Üzbegisztán · 01(1)–00(1) | Saeid Mollaei · Irán · 00(0)–10(0)     |                   | 5.       |
| Tóth Krisztián   | Középsúly (90 kg)     | Robert Florentino · Dominika · 01(1)–00(2) | Komronsoh Usztopirijon · Tádzsikisztán · 01(1)–00(1) | Matthew Koch · USA · 01(1)–00(2)                     | Jahjo Imamov · Üzbegisztán · 01(2)–00(2)      | Mammadali Mehdiyev · Azerbajdzsán · 01(2)–00(1)  | Nemanja Majdov · Szerbia · 00(0)–01(1) |                                            | Kvak Tonghan · Dél-Korea · 00(1)–01(1) |                   | 5.       |
| Vér Gábor        | Középsúly (90 kg)     | erőnyerő                                   | Iván Felipe Silva · Kuba · 00(0)–01(0)               | kiesett                                              | kiesett                                       | kiesett                                          | kiesett                                |                                            |                                        |                   |          |
| Cirjenics Miklós | Félnehézsúly (100 kg) |                                            | erőnyerő                                             | Aaron Wolf · Japán · 01(0)–11(0)                     | kiesett                                       | kiesett                                          | kiesett                                |                                            |                                        |                   |          |
| Ohát Zalán       | Félnehézsúly (100 kg) |                                            | David Russel · Ausztrália · 10(0)–00(1)              | Shakarmamad Mirmamadov · Tádzsikisztán · 11(1)–01(1) | Kirill Gyenyiszov · Oroszország · 00(0)–12(0) | kiesett                                          | kiesett                                |                                            |                                        |                   |          |
| Bor Barna        | Nehézsúly (+100 kg)   |                                            | erőnyerő                                             | Rafael Ferrer · Puerto Rico · 00(0)–00(3)            | Mircea Croitoru · Románia · 11(0)–00(0)       | Adam Okruashvili · Grúzia · 13(1)–00(0)          | David Moura · Brazília · 00(1)–10(0)   |                                            | Rafael Silva · Brazília · 00(2)–00(1)  |                   | 5.       |

### Női
| Versenyző            | Versenyszám          | Selejtező                                    | 2. forduló                                       | Nyolcaddöntő                                | Negyeddöntő       | Elődöntő          | Vigaszág elődöntő | Bronz- mérkőzés   | Döntő             | Helyezés |
| Versenyző            | Versenyszám          | Ellenfél Eredmény                            | Ellenfél Eredmény                                | Ellenfél Eredmény                           | Ellenfél Eredmény | Ellenfél Eredmény | Ellenfél Eredmény | Ellenfél Eredmény | Ellenfél Eredmény | Helyezés |
| -------------------- | -------------------- | -------------------------------------------- | ------------------------------------------------ | ------------------------------------------- | ----------------- | ----------------- | ----------------- | ----------------- | ----------------- | -------- |
| Csernoviczki Éva     | Légsúly (48 kg)      | erőnyerő                                     | Melissa Hurtado Munoz · Kuba · 00(1)–11(1)       | kiesett                                     | kiesett           | kiesett           |                   |                   |                   |          |
| Pupp Réka            | Harmatsúly (52 kg)   | Rim Szongszim · Észak-Korea · 01(1)–00(1)    | Charline Van Snick · Belgium · 00(1)–10(1)       | kiesett                                     | kiesett           | kiesett           |                   |                   |                   |          |
| Szabó Katinka        | Harmatsúly (52 kg)   | Madelene Rubinstein · Norvégia · 02(1)–01(1) | Luz Olvera · Mexikó · 00(2)–00(3)                | Sisime Ai · Japán · 00(1)–11(0)             | kiesett           | kiesett           |                   |                   |                   |          |
| Karakas Hedvig       | Könnyűsúly (57 kg)   | Chantal Akogbeto · Benin · 10(0)–00(0)       | Nora Gjakova · Koszovó · 00(1)–01(1)             | kiesett                                     | kiesett           | kiesett           |                   |                   |                   |          |
| Gercsák Szabina      | Középsúly (70 kg)    | Zere Bektaszkizi · Kazahsztán · 04(0)–00(0)  | Marie Eve Gahié · Franciaország · 00(2)–10(1)    | kiesett                                     | kiesett           | kiesett           |                   |                   |                   |          |
| Erdélyi-Joó Abigél   | Félnehézsúly (78 kg) |                                              | Yahima Ramirez · Portugália · 11(1)–00(0)        | Kaliema Antomarchi · Kuba · 01(2)–11(2)     | kiesett           | kiesett           |                   |                   |                   |          |
| Salánki Evelin       | Félnehézsúly (78 kg) |                                              | Ana Laura Portuondo Isasi · Kanada · 00(0)–11(0) | kiesett                                     | kiesett           | kiesett           |                   |                   |                   |          |
| Szigetvári Mercédesz | Nehézsúly (+78 kg)   |                                              | Jü Szung · Kína · 00(3)–00(2)                    | kiesett                                     | kiesett           | kiesett           |                   |                   |                   |          |
| Kárpáti Emese        | Nehézsúly (+78 kg)   |                                              | Sandra Jablonskytė · Litvánia · 00(2)–00(3)      | Tessie Savelkouls · Hollandia · 00(3)–00(0) | kiesett           | kiesett           |                   |                   |                   |          |

### Vegyes csapat
| Versenyző            | Súlycsoport    | 1. forduló                      | Nyolcaddöntő                    | Negyeddöntő       | Elődöntő          | Vigaszág elődöntő | Bronz- mérkőzés   | Döntő             | Helyezés |
| Versenyző            | Súlycsoport    | Kazahsztán · Eredmény           | Franciaország · Eredmény        | Ellenfél Eredmény | Ellenfél Eredmény | Ellenfél Eredmény | Ellenfél Eredmény | Ellenfél Eredmény | Helyezés |
| -------------------- | -------------- | ------------------------------- | ------------------------------- | ----------------- | ----------------- | ----------------- | ----------------- | ----------------- | -------- |
| Ungvári Miklós       | Férfi -73 kg   |                                 | Benjamin Axus 11(1)–00(1)       |                   |                   |                   |                   |                   |          |
| Szabó Frigyes        | Férfi -73 kg   | Jerasszil Szakenuli 01(1)–00(1) |                                 |                   |                   |                   |                   |                   |          |
| Tóth Krisztián       | Férfi -90 kg   | Iszlam Bozbajev 00(0)–00(3)     | Loïc Pietri 00(1)–00(2)         |                   |                   |                   |                   |                   |          |
| Vér Gábor            | Férfi -90 kg   |                                 |                                 |                   |                   |                   |                   |                   |          |
| Bor Barna            | Férfi +90 kg   |                                 |                                 |                   |                   |                   |                   |                   |          |
| Cirjenics Miklós     | Férfi +90 kg   | Jelaman Jergalijev 02(0)–01(0)  | Cyrille Maret 00(0)–10(0)       |                   |                   |                   |                   |                   |          |
| Karakas Hedvig       | Női -57 kg     | Szevara Nisanbajeva 10(0)–00(0) | Hélène Receveaux 02(1)–10(0)    |                   |                   |                   |                   |                   |          |
| Gercsák Szabina      | Női -70 kg     | Marian Urdabajeva 12(0)–00(0)   | Clarisse Agbegnenou 00(0)–10(0) |                   |                   |                   |                   |                   |          |
| Szigetvári Mercédesz | Női +70 kg     |                                 | Romane Dicko 00(1)–02(2)        |                   |                   |                   |                   |                   |          |
| Erdélyi-Joó Abigél   | Női +70 kg     | Gulzsan Isszanova 00(1)–00(3)   |                                 |                   |                   |                   |                   |                   |          |
| Csapateredmény       | Csapateredmény | 6–0                             | 2–4                             | kiesett           | kiesett           |                   |                   |                   |          |